# Hydrofobi
Hydrofobi är en abnorm rädsla, fobi, för vatten, vanligen för djupt vatten eller för att simma.